# Nectarcot
Een nectarcot is een kruising tussen een nectarine en een abrikoos. De naam is een samentrekking van de Engelse benamingen nectarine en apricot. De vrucht behoort tot de steenvruchten.
Het is een sappige, zoete vrucht en kan uit de hand worden gegeten en in taart, ijs en fruitsalades verwerkt worden.
De nectarcot is door Zaiger's Genetics in Modesto (Californië), gecreëerde vrucht.
De biologische variant van de vrucht wordt gekweekt in Zuid-Afrika en is gedurende de wintermaanden verkrijgbaar in Nederland en België.